# Viștea Mare
Viștea Mare est un sommet montagneux situé dans les monts Făgăraș, dans les Carpates méridionales, culminant à (2 527 mètres).

## Géographie
Viștea Mare est le troisième plus haut sommet montagneux de Roumanie, après les sommets Moldoveanu (2 544 mètres) et Negoiu (2 537 mètres). Les trois sommets sont situés dans le même massif : les monts Făgăraș.

## Tourisme
Le sommet Viștea Mare représente la principale voie d’accès vers le sommet Moldoveanu, à une distance de 421 mètres, c’est-à-dire à quelque 25 – 30 minutes de marche, en partant du tracé de la crête principale des monts Făgăraș, en passant par « Spintecătura Moldoveanului », en français « La Fente de Moldoveanu », (2 496 mètres). Les deux sommets constituent ensemble une formation montagneuse semblable à une tente ou à un trapèze, facilement reconnaissables, même de loin. À ce groupe de sommets on a donné le nom : « La Formation Moldoveanu – Viștea Mare », ou encore, plus affectueusement : « Le Trapèze » ou « Le Grand Trapèze ». Quant aux habitants du pays de Făgăraș (de la dépression de Făgăraș), ils appellent cette formation « Acoperișul Viștei », en français : « Le Toit de Viștea », ou « Cioaca Moldoveanului », en français « Le Bec de Moldoveanu ».

## Sources bibliographiques
- Ovidiu Manițiu, Făgărașul, Călăuza turistului, Editura Uniunii de Cultură Fizică și Sport, București, 1963, (p. 106).
- Valentin Bălăceanu, Hedda Cristea, Munții Făgărașului, Ghid turistic, Editura Sort-Turism, București, 1984, (p. 186).

- (ro) Cet article est partiellement ou en totalité issu de l’article de Wikipédia en roumain intitulé « Vârful Viștea Mare, Munții Făgăraș » (voir la liste des auteurs).